# Sukari

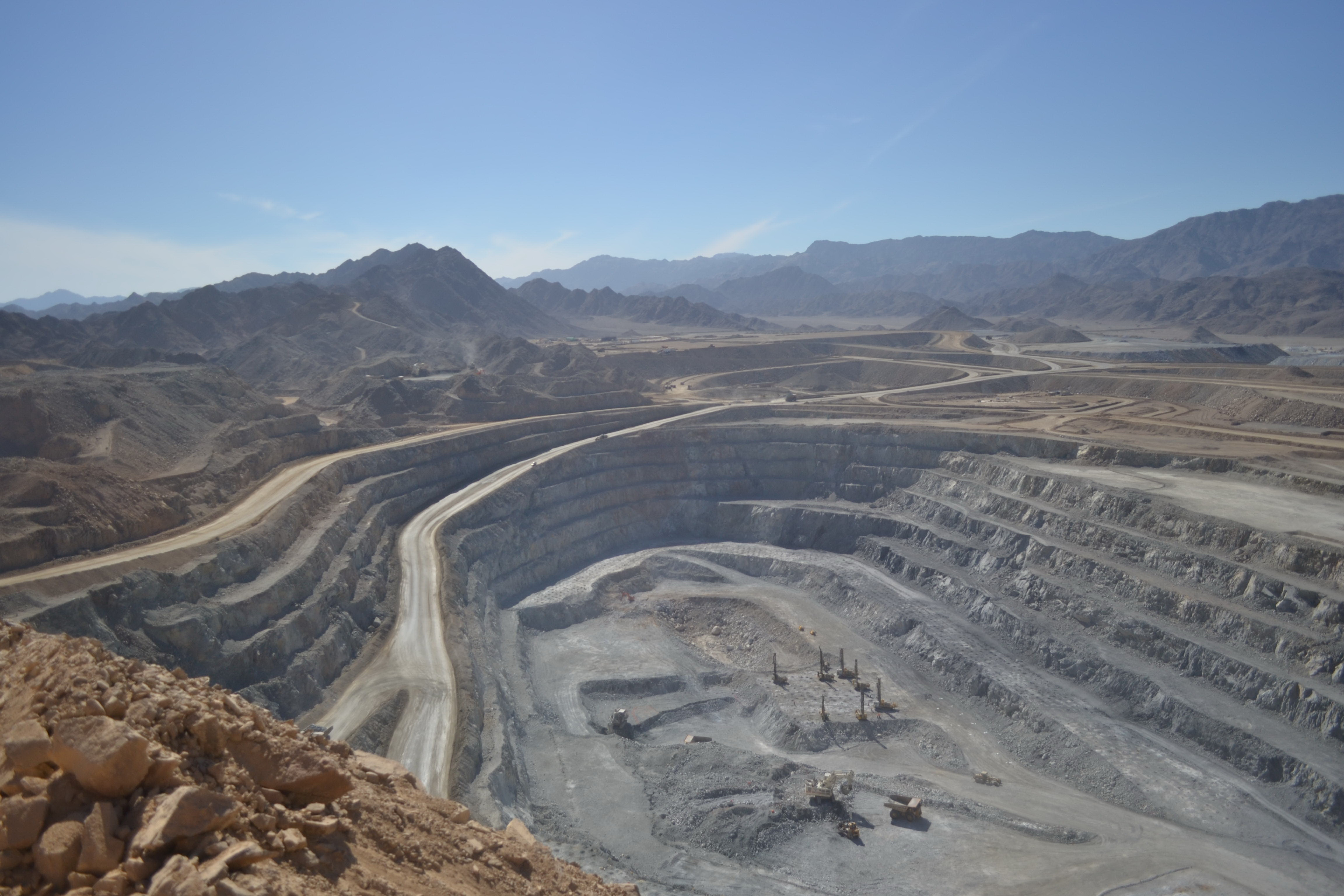
Sukari

Sukari is een goudmijn in Egypte, zo'n 800 km ten zuiden van Caïro. De mijn bestond al in het Oude Egypte, maar werd door de moderne beschaving pas in 2001 ontdekt. De Australische bedrijven Centamin Egypt en Hellman & Schofield beheren de mijn.

## Heuvel en stad
De Sukari-heuvel is een eeuwenoude heuvel. De heuvel bestaat uit drie delen, waarvan er twee zijn genoemd naar een God uit de Egyptische mythologie: Ra en Amon. Het grootste gedeelte van de heuvel heet farao. Het is een porfier van 2,5 km. Aan de rand van de heuvel liggen verschillende dorpjes en kleine steden, waarvan er een aantal is aangewend om te delven. De belangrijkste hiervan zijn Sukari (stad), Hangaliya, Umm Ud en Atud.

## Mijn
Sukari was al in de Egyptische oudheid bekend en werd ook tijdens de Romeinse overheersing van Egypte bekend. Toen de geoloog Sami Raghy in 1991 een stuk papyrus uit ongeveer 1200 v.Chr. in handen kreeg met daarop een - tot dan toe - ongedefinieerde kaart van Egypte (waarschijnlijk opgetekend door farao Seti I), en door zijn jarenlange ervaring met mijnen tot de conclusie kwam dat de kaart een schatkaart was, startte hij een expeditie in Sukari. Daar ontdekte hij tal van werktuigen die in het Oude Egypte werden gebruikt om te delven. Met behulp van speciale apparatuur ontdekte Raghy's team van geologen dat er in Sukari nog voor ongeveer $4.000.000.000 aan goud, koper, zilver, zink en lood in de grond zat. Er werd besloten de mijn in hergebruik te nemen, en ten behoeve daarvan richtte Sami Raghy het bedrijf Pharaoh Gold Mines NL, dat in 1999 voor 99,99% overgenomen zou worden door Centamin en Centamin Egypt genoemd zou worden, op. Berekeningen bewezen dat het hergebruik van Sukari tot gevolg zou kunnen hebben dat Egypte plotseling in de top-10 van goudproducerende landen zou kunnen belanden. In 2002 startte het delven van de goudmijn. Centamin Egypt kreeg de beschikking over 4500 km² aan land in Sukari, en kreeg een monopolie op het exploiteren van goud uit de Sukari-mijn. In 2007 was de verkoop van het goud, in de vorm van staven, begonnen.